# Lycée français de Bruxelles
Pour les articles homonymes, voir Lycée Jean-Monnet.
 (décembre 2017).
Si vous disposez d'ouvrages ou d'articles de référence ou si vous connaissez des sites web de qualité traitant du thème abordé ici, merci de compléter l'article en donnant les références utiles à sa vérifiabilité et en les liant à la section « Notes et références ».
 (novembre 2013).
Le lycée français Jean-Monnet, surnommé « LFB ou LFJM », se situe à Bruxelles (dans la commune d'Uccle), en Belgique. Il fut créé en 1907 et accueille aujourd'hui près de 2 800 élèves de la maternelle à la terminale. 
L'établissement est géré directement par l'Agence pour l'enseignement français à l'étranger.

## Personnalités liées au lycée

### Professeurs
- Emmanuel Mounier, philosophe